# Słowinko
Słowinko – osada w Polsce położona w województwie zachodniopomorskim, w powiecie sławieńskim, w gminie Darłowo. Osada wchodzi w skład "Sołectwa Słowino".
Według danych z 28 września 2009 roku osada miała 32 stałych mieszkańców.
W latach 1975–1998 miejscowość położona była w województwie koszalińskim.